# Alice B. Toklas LGBT Democratic Club
El Alice B. Toklas LGBT Democratic Club, con sede en San Francisco, es una asociación y comité de acción política de lesbianas, gay, bisexuales y transgéneros (LGBT) demócratas. Fundado en 1971 por los activistas Del Martin and Phyllis Lyon, Alice fue la primera organización de gais demócratas en Estados Unidos

Tiene el nombre de la escritora feminista Alice B. Toklas.